# Escritório Federal da Cultura
O Escritório Federal da Cultura - Office fédéral de la culture (OFC) -  que faz parte integrante do Departamento Federal do Interior (DFI), e tem a sede em Berna, é o organismo federal da Suíça encarregada da política cultural nacional.
A sua actividade orienta-se por um lado na promoção da cultura suíça e por outro lado  a conservação desse mesmo património.

## Criação
Criado em 1975 com a forma de um simples serviço administrativo de coordenação das actividades culturais. O papel do departamento é definido na Constituição suíça e em 2007 o orçamento foi de 206 milhões de CHF.

## Orgnização
Este departamento está dividido em três secções ; Cultura, Bibliotecase Museu Nacional Suíço